# 332 Dywizja Piechoty (III Rzesza)
332 Dywizja Piechoty (niem. 332. Infanterie-Division) – niemiecka dywizja z czasów II wojny światowej, sformowana w rejonie Güstrow na mocy rozkazu z 15 listopada 1940 roku, w 14. fali mobilizacyjnej w II Okręgu Wojskowym.

## Struktura organizacyjna
- Struktura organizacyjna w listopadzie 1940 roku:

676., 677. i 678. pułk piechoty, 332. pułk artylerii, 332. batalion pionierów, 332. oddział przeciwpancerny, 332. oddział łączności;
- Struktura organizacyjna w czerwcu 1942 roku:

676., 677. i 678. pułk piechoty, 332. pułk artylerii, 332. batalion pionierów, 332. oddział łączności;
- Struktura organizacyjna w lutym 1942 roku:

676., 677. i 678. pułk grenadierów, 332. pułk artylerii, 332. batalion pionierów, 332. oddział kolarzy, 332. oddział przeciwpancerny, 332. oddział łączności.

## Dowódcy dywizji
- gen. por. Heinrich Recke 14 XI 1940 – 6 VIII 1941;
- gen. por. Hans Keßel 6 VIII 1941 – 7 XII 1942;
- gen. Walter Melzer 7 XII 1943 – 1 I 1943;
- gen. por. Hans Schäfer 1 I 1943 – 5 VI 1943;
- gen. mjr Adolf Trowitz 5 VI 1943 – 12 VIII 1943;